# Поліський стрій
Ця частина положена на північному заході України. Її північна границя починається від річки Лісної, вздовж річок Ясельди і Прип'яті аж до Мозиру. Далі проходить північними частинами областей Київської, Чернігівської та Сумської. Південна межа позначена чіткіше. Починається від Холма та йде на півночі від Володимира Волинського, Луцька, Рівного до Корця і Житомира. Звідси повертає на північ від Києва, а на Лівобережжі йде по лінії Ніжин, Батурин, Кролевець, Глухів. Більші міста на Поліссі: Берестя над Бугом, Пінськ, Мозир, Ковель, Сарни, Костопіль, Новгород Волинський, Коростень. Велика частина Полісся, а саме — річище Прип’яті — належить тепер до Білорусі. Та цей простір населяють українці

## Жіночий стрій

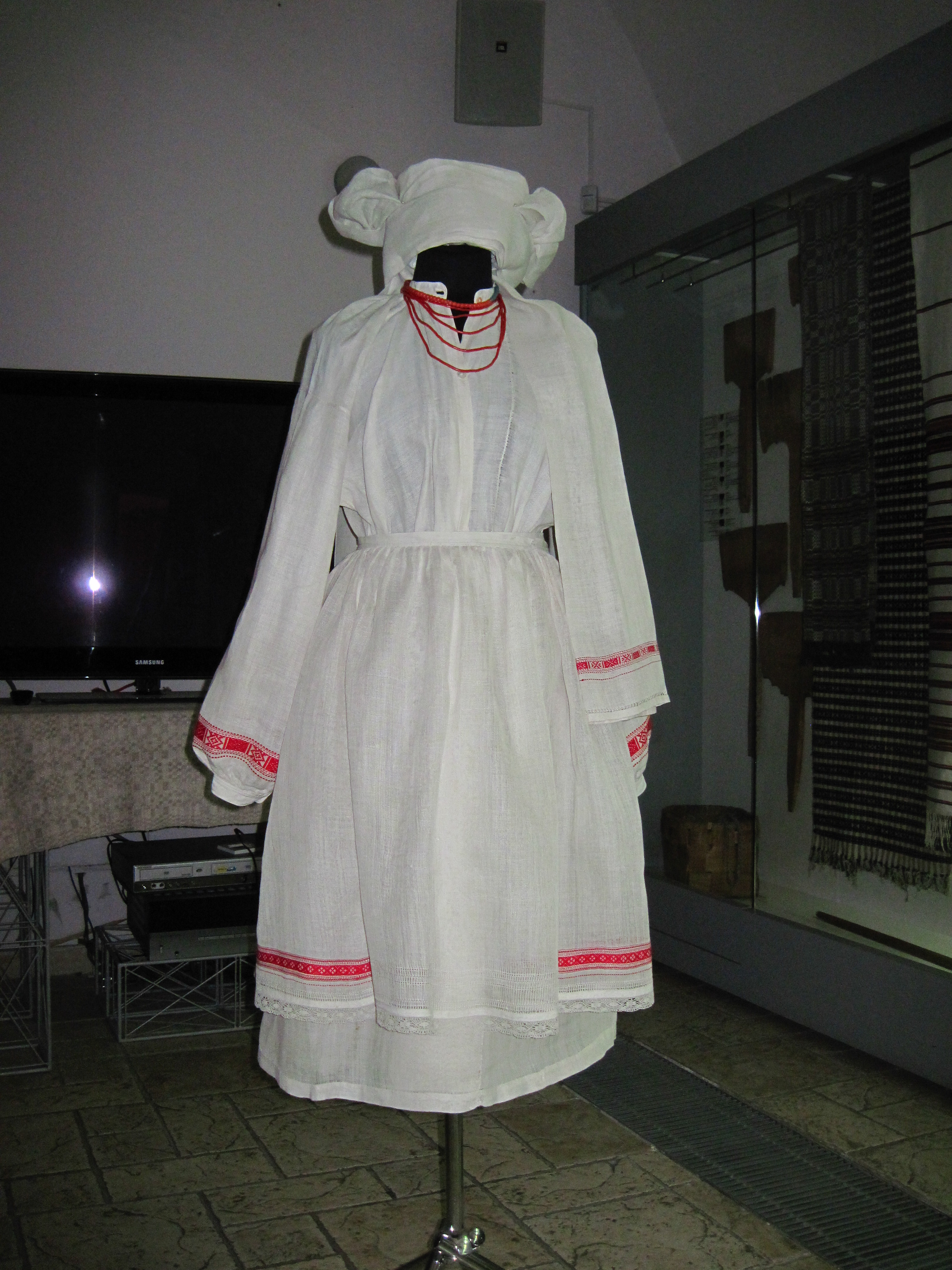
Серпанковий стрій с. Крупове

Жіночий стрій: намітка, чепець, сорочка (переткана або вишита), літник, спідниця бурої барви.
Жінки носили сорочки з виложистим коміром, переткані на рукавах червоною ниткою, пізніше сорочки вишивали «заволіканням». До сорочки носили літники — спідниці ткані в поздовжню смужку, які були злегка призбирані або спідниці бурої барви оздоблені внизу орнаментом. До спідниці носили білі полотняні фартухи, переткані внизу червоною ниткою або червоні вовняні в кольорові смуги.
Жінки носили дві незшиті частини білих полотнищ, заднє полотнище називали запаскою, а переднє — попередницею. На Білоруському Поліссі незшитий поясний одяг носили під час польових робіт. Поряд з незшитим поясним одягом носили на Поліссі також зшиті спідниці, які в залежності від матеріалу (шерсть, полотно), барви та крою мали різну назву: фартух, портюх, домоткан, сукня. Подібний поясний незшитий одяг побутував в давнину в болгар та сербів. На Східному Поліссі жінки носили задню плахту чорного кольору в узори і передню плахту синього кольору, ткану в узори. В свята носили шерстяну плахту в узори, а спереду однобарвну передницю, зеленого, червоного або жовтого кольору. На шиї жінки носили скляні пацьорки — олтарики.
Андарак — спідниця пошита з кольорового однобарвного або в узори (клітинку) сукна (напівсукна). Спідниця була з білого або фарбованого полотна. Бурка, літник — шерстяні спідниці певної барви та певних орнаментів. На спідниці йшло 2-4 і рідше 5 зшитих полотнищ.
Фартухи були білі або шерстяні, тканні в поперечні узори і зшиті з 1-2 або 2,5 полотнищ. Зверху фартухи були призбирані, а внизу мали ткану смугу або ткану смугу та вишиття. Фартухи оздоблювались по швах або обшивались гачкованим мереживом.
До спідниць носили вив'язані гачком червоні пояси. Зверху по сорочці жінки носили білу свиту.
Верхнім одягом чоловіків та жінок були свити до вусів. Свита шилась невідрізною і мала по боках внизу вставні клини з шириною внизу 18-22 см. Права пола свити заходила на ліву на 18 см, защіпалась така свита на гаплики та петельки.

## Чоловічий стрій

### Сорочка
Чоловіки носили лляні сорочки довжиною до коліна та білі полотняні штани. Сорочка на будній день була в деяких місцевостях тунікоподібною, з клинами по боках та без коміра, а в святкові дні носили сорочки з викладним коміром «до уставки». В тунікоподібних сорочках зі споду від коміра і до середини спини пришивався ще один клаптик тканини. Рукав в таких сорочках був прямим та відкритим. В сорочках «до уставки» рукав закінчувався манжетом, що защіпався на ґудзик. Сорочки мали розріз спереду, який біля коміра защіпався на шпонку або зав'язувався стрічкою, протягнутою в дві петлі. Сорочка вишивалася на комірі, подолі, та манжетах. Сорочки носили переважно по штанах та підв'язували плетеними або тканими поясами.
Чоловіки носили сорочки з перетканими уставками. До сорочки носили ногавиці, з взуття носили постоли. Верхнім одягом була сукмана.
Штани на Поліссі носили до очкура. На голові чоловіки носили солом'яні капелюхи та вовняні рогаті шапки. В будній день чоловіки носили короткі куртки з білої або сивої вовни, а в свята — довгі свити. Зимою носили кожухи.

## Галерея

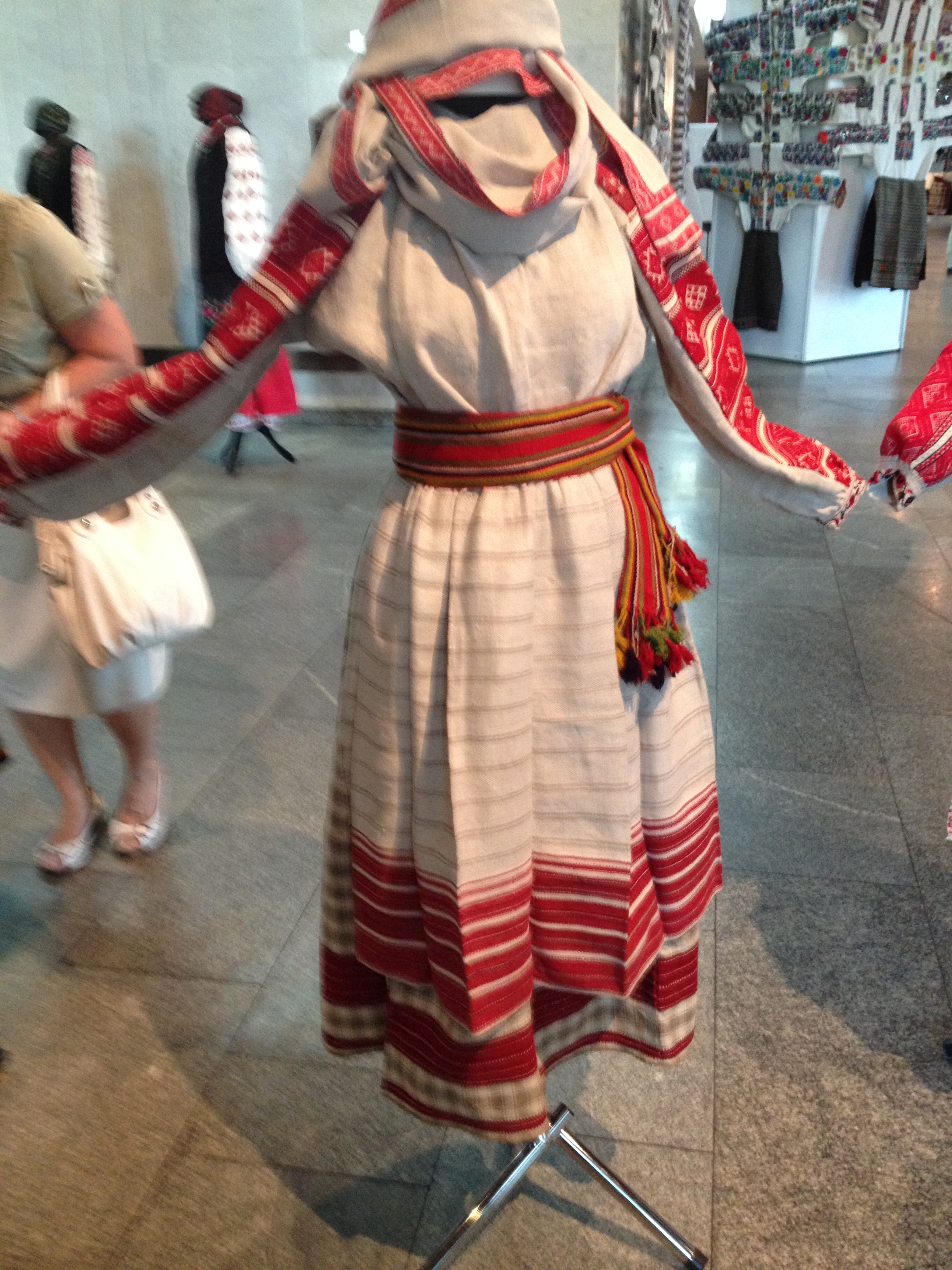
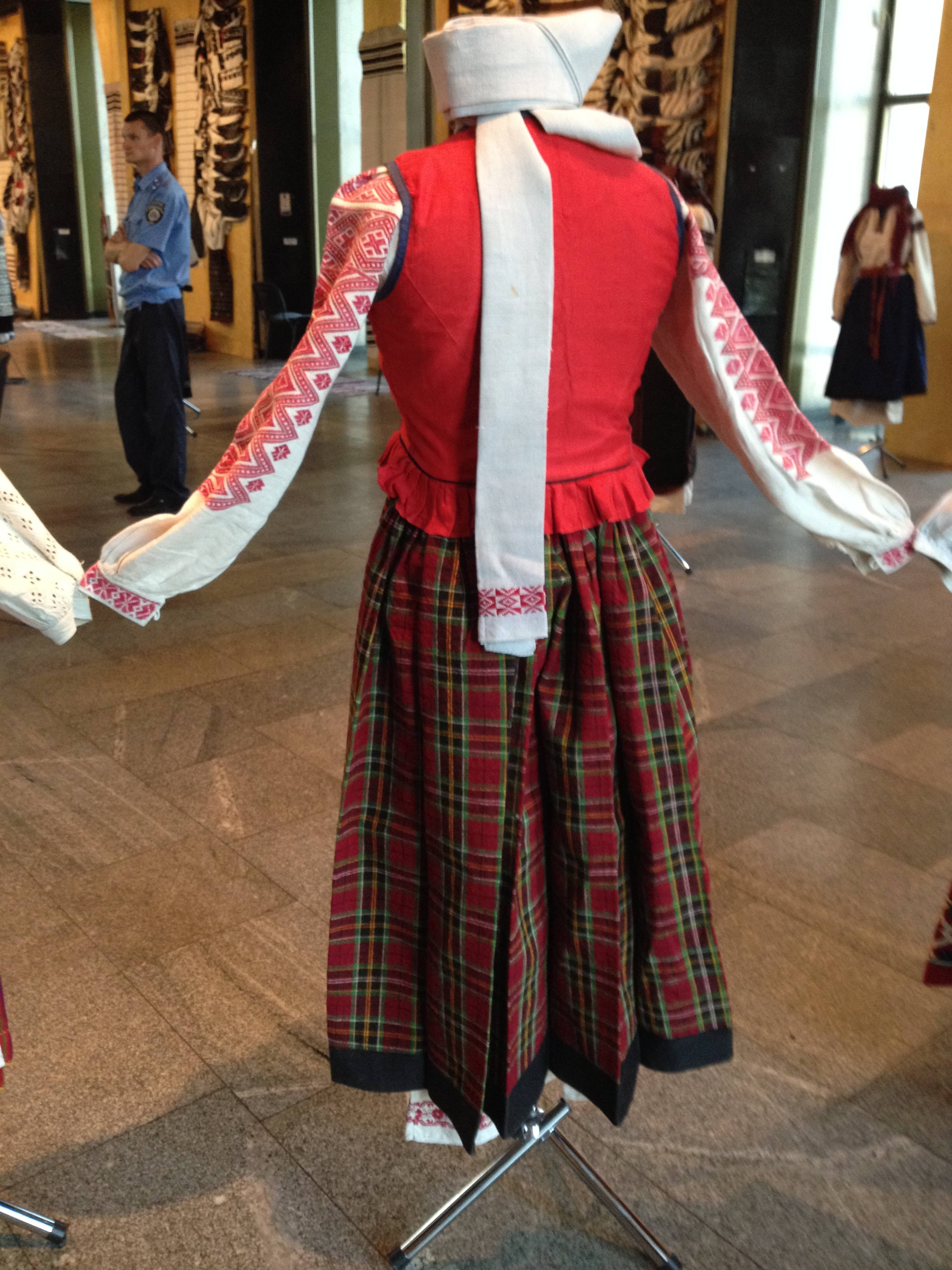
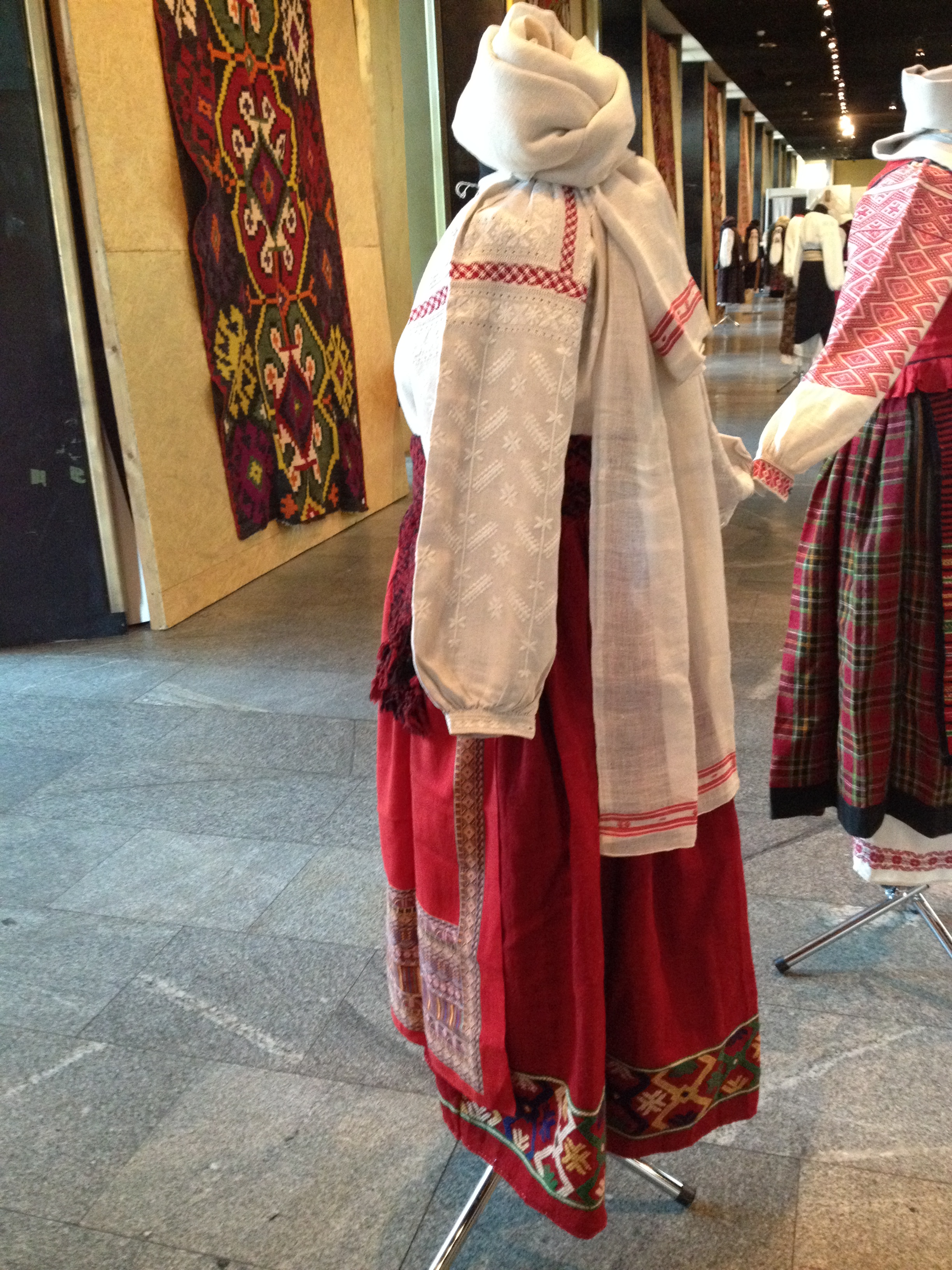
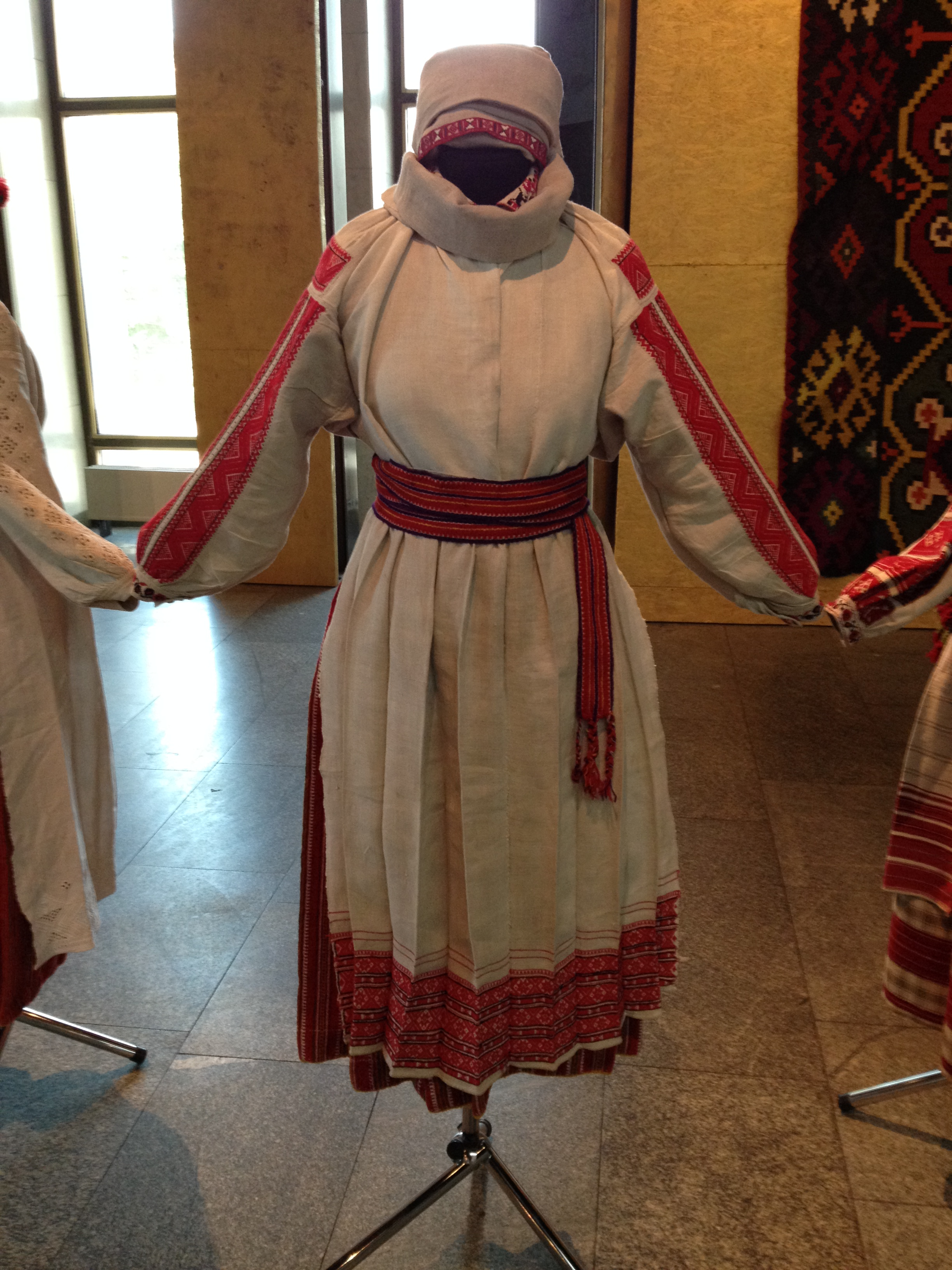
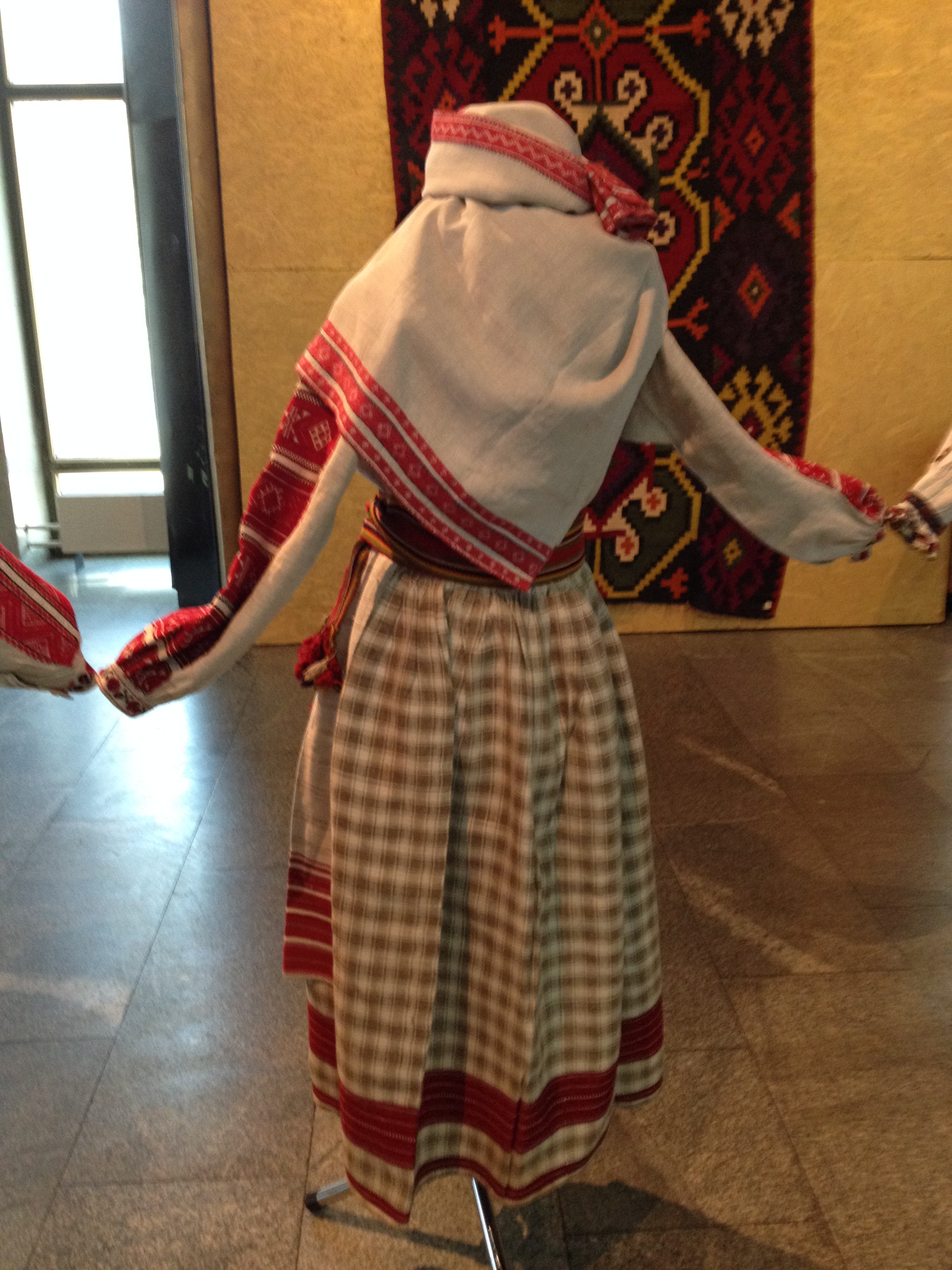
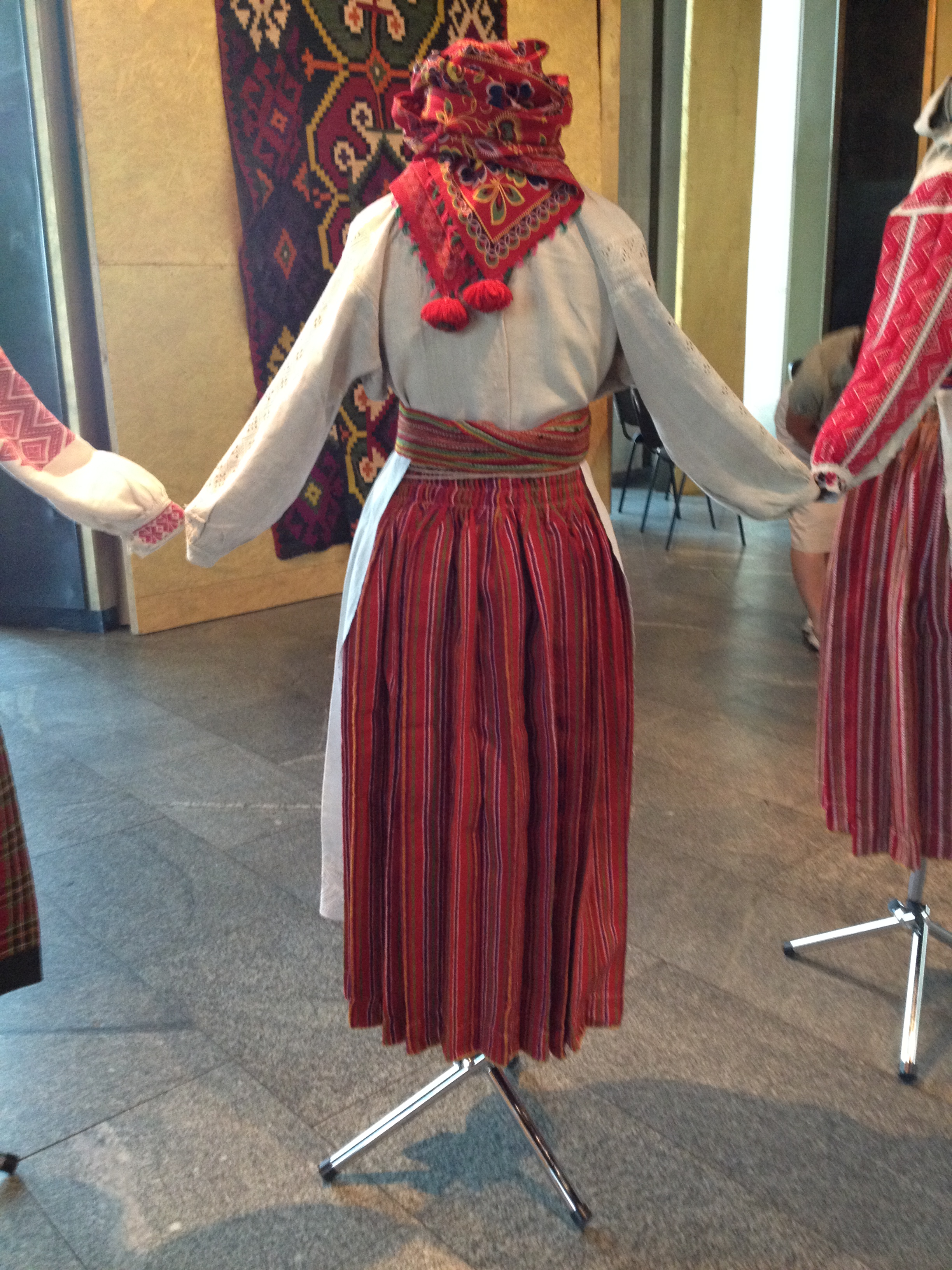
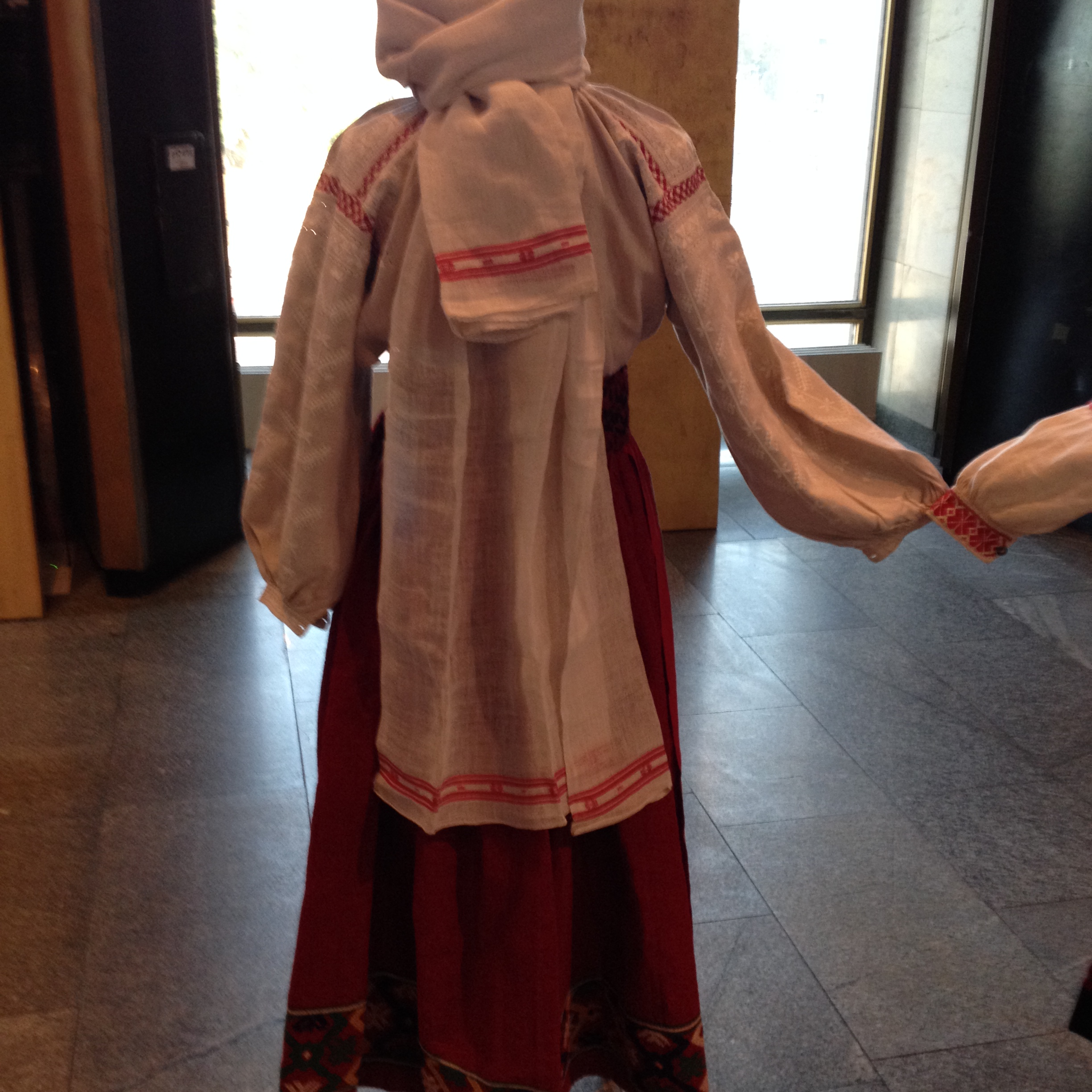
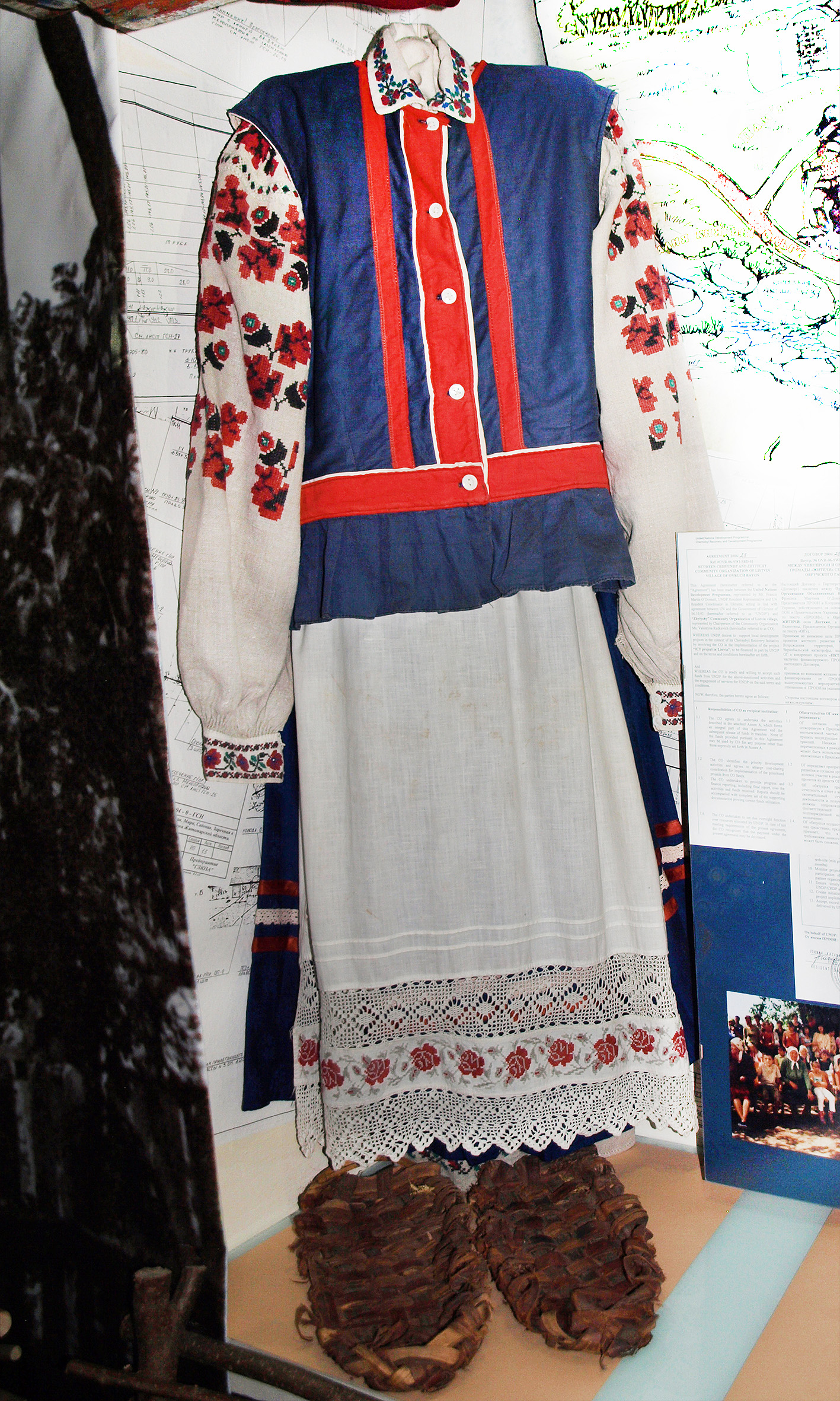
Національний музей «Чорнобиль»